# 호르헤 기옌
호르헤 기옌(Jorge Guillén, 1893년 1월 18일 - 1984년 2월 6일)은 스페인의 시인이다. 27세대의 일원으로서, 순수시를 옹호한 것으로 유명하며, 일부 평론가들은 이 때문에 기옌이 후안 라몬 히메네스의 기풍을 따르는 것으로 보기도 한다. 미겔 데 세르반테스 상의 초대 수상자이다.

## 같이 보기
- 페드로 살리나스
- 27세대